# Дружба-Нова
Дружба-Нова — агропромислове підприємство, яке входить у топ сільськогосподарських виробників і експортерів України. Засноване в 2001 році в селі Озеряни Варвинського району Чернігівської області.

## Діяльність
Компанія безпосередньо виробляє суміші для годівлі тварин. Види економічної діяльності:
- вирощування зернових та технічних культур
- розведення великої рогатої худоби
- розведення свиней
- надання послуг у тваринництві
- виробництво олії
- виробництво готових кормів для тварин

Елементами точного землеробства охоплено 95 % оброблювальних площ. По результатам дослідження, проведеного Асоціацією «Український клуб аграрного бізнесу» УКАБ в рамках міжнародної мережі AgribenchMark, «Дружба-Нова» займає найкращі місця в світі, випереджаючи по деяким сегментам основних конкурентів України — Аргентину і Бразилію.

Цитата Алекса Ліссітса, президента УКАБ:
|  | На сегодня темпы роста эффективности в области производства кукурузы в компании «Дружба-Нова» настолько впечатляющие, что позволяют говорить о том, что предприятие может быть примером для многих компаний страны. |

В компанії у 2009-2010 впроваджено та випробувано цілий ряд інноваційних та нових елементів точного землеробства. В їх числі — сучасні технології обстеження ґрунту, використання ГІС, технології змінного висіву насіння і диференційованого внесення добрив, контроль погодних умов на полях, використання ДЗЗ і багато іншого, що тільки почало впроваджуватись в Україні.
У 2011 році земельний банк зріс до 100 тис. га.
У 2013 році увійшло до агрохолдингу Кернел.
У 2023 році компанія Дружба-Нова гідно увійшла до Топ-200 компаній з доходу за 2022 рік, що свідчить про її успішну діяльність та значний внесок у економіку.